# Neohydrocoptus aethiopicus
Neohydrocoptus aethiopicus is een keversoort uit de familie diksprietwaterkevers (Noteridae). De wetenschappelijke naam van de soort werd in 1961 gepubliceerd door John Balfour-Browne.